# Липицы (остановочный пункт)
Липицы — остановочный пункт Московской железной дороги в Мещовском районе Калужской области. Открыт в 1899 году как железнодорожный разъезд № 21 на Московско-Киево-Воронежской железной дороге.

## Описание
Находится в живописном месте на электрифицированном постоянным током (3кВ) участке Тихонова Пустынь — Сухиничи Московской железной дороги, отнесён к Калужскому региону.
Путевое развитие отсутствует, имеются две низкие береговые пассажирские платформы, соединённые между собой низким пешеходным переходом с деревянными настилами. В полутора километрах на юг железнодорожный мост через реку Серёну.

## История
Открыт для регулярного движения и пассажиров в октябре 1899 года как железнодорожный разъезд № 21 на участке Тихонова Пустынь — Сухиничи Московско-Киево-Воронежской железной дороги в нескольких километрах от летописного места Серенска и села Никольское (Никольское на Серене, Забродское ) — родового имения князей Кропоткиных.

Против Серенска лежит на левом берегу Серены живописное село Никольское, которое хорошо виднеется с железнодорожного моста через Серену. В этом селе проводил свое детство известный эмигрант, социолог и публицист, князь П. А. Кропоткин…— Д. И. Малинин «Опыт исторического путеводителя по Калуге и главнейшим центрам губернии»
В 1907 году крестьяне деревни Липицы Мещовского уезда Калужской губернии разгромили поместье княгини Волконской, располагавшееся рядом с разъездом.
Во время Великой Отечественной войны, в 1942 году для прикрытия Сухиничского транспортного узла и железнодорожного моста через Серёну, в районе разъезда были сосредоточены несколько зенитно-артиллерийских позиций с орудиями среднего и малого калибра. Постоянно курсировал зенитный бронепоезд.

## Пассажирское движение
В Липицах имеют непродолжительную остановку все электропоезда, следующие направлением на Сухиничи и Калугу. Пассажирские поезда дальнего следования остановок по станции не имеют. Пригородные линии обслуживают бригады АО «Центральная ППК» на электропоездах ЭД4М.

### Публицистика
- История села Мошонки // Дилетант : журнал. — 2017. — 3 января. — ISSN 2226-6887.